# Thống Terreneuve
| Hệ/ Kỷ                                                                                   | Thống/ Thế                       | Bậc/ Kỳ                          | Tuổi (Ma) | Tuổi (Ma) |
| ---------------------------------------------------------------------------------------- | -------------------------------- | -------------------------------- | --------- | --------- |
| Ordovic                                                                                  | Dưới/Sớm                         | Tremadoc                         | trẻ hơn   | trẻ hơn   |
| Cambri                                                                                   | Phù Dung                         | Tầng 10                          | 485.4     | ~489.5    |
| Cambri                                                                                   | Phù Dung                         | Giang Sơn                        | ~489.5    | ~494      |
| Cambri                                                                                   | Phù Dung                         | Bài Bích                         | ~494      | ~497      |
| Cambri                                                                                   | Miêu Lĩnh                        | Cổ Trượng                        | ~497      | ~500.5    |
| Cambri                                                                                   | Miêu Lĩnh                        | Drum                             | ~500.5    | ~504.5    |
| Cambri                                                                                   | Miêu Lĩnh                        | Ô Lựu                            | ~504.5    | ~509      |
| Cambri                                                                                   | Thống 2                          | Tầng 4                           | ~509      | ~514      |
| Cambri                                                                                   | Thống 2                          | Tầng 3                           | ~514      | ~521      |
| Cambri                                                                                   | Terreneuve                       | Tầng 2                           | ~521      | ~529      |
| Cambri                                                                                   | Terreneuve                       | Fortune                          | ~529      | 541.0     |
| Ediacara                                                                                 | không xác định tầng động vật nào | không xác định tầng động vật nào | già hơn   | già hơn   |
| Phân chia kỷ Cambri theo ICS năm 2018. Các giai đoạn in nghiêng không có tên chính thức. |                                  |                                  |           |           |

Thống Terreneuve là tên gọi cho thống dưới cùng trong địa thời học của kỷ Cambri trên Trái Đất. Thống này kéo dài từ khoảng 542,0±1,0 tới 521,0±0,0 triệu năm trước (Ma). Thống Terreneuve nằm ngay dưới tầng chưa đặt tên ("Tầng 3") của thống chưa đặt tên ("Thống 2") cũng thuộc kỷ Cambri. Thời gian diễn ra của thống Terreneuve là ngay sau kỷ Ediacara của đại Tân Nguyên sinh (thời kỳ Tiền Cambri).

## Tên gọi và GSSP
GSSP duy nhất hiện nay đã xác định trong thống Terreneuve (và của tầng Fortune) là "phẫu diện mũi Fortune" thuộc thành hệ đảo Chapel, ở bán đảo Burin, đông nam đảo Newfoundland, Canada. Thống này được đặt tên theo tên gọi trong tiếng Pháp để chỉ Newfoundland là Terre-Neuve. Thống Terreneuve tương ứng với các tên gọi là thống Hạ Cambri hay thế Tiền Cambri hoặc Cambri sớm.

## Định nghĩa
Giới hạn dưới của tầng Fortune (cũng là giới hạn dưới của thống) là sự xuất hiện sớm [nhất] của hóa thạch dấu vết có danh pháp Trichophycus pedum (hay Treptichnus pedum; trước đây là Phycodes pedum). Ranh giới này cũng gần với dị thường đồng vị cacbon âm trong biến đổi khí hậu. Tuy nhiên, người ta đã phát hiện ra sự xuất hiện còn sớm hơn cả GSSP theo như định nghĩa ban đầu của hóa thạch dấu vết này. Giới hạn trên của tầng này với tầng chưa đặt tên ("Tầng 2") vẫn chưa được xác định dứt khoát, nhưng ước khoảng 528 Ma.

## Phân chia
Hiện tại, vào năm 2008, thống Terreneuve tạm thời chia thành 2 tầng như sau:
- Thống Terreneuve
  - Tầng chưa đặt tên ("Tầng 2"):
  - Tầng Fortune. GSSP của tầng này là phẫu diện mũi Fortune (tọa độ: 47°4.5745′B 55°49.86183′T / 47,0762417°B 55,8310305°T).